# 妙喜世界
妙喜世界，另譯妙樂世界、善快世界、可樂世界、可愛世界，或音譯作阿毗罗提、阿比羅提、阿维罗提，是阿閦佛（又稱不動佛）所在的淨土，補處大菩萨為香象菩薩。维摩诘菩薩从这个国土转生娑婆世界，現在家居士相，度化眾生。在同屬大乘佛教的東方淨土中，跟藥師佛的淨琉璃世界相較，妙喜世界則較少人知。

## 描述
- “彼佛刹中有菩提树，成以七宝高一由旬。树身周围半拘卢舍，条叶垂荫周一由旬。下有基陛周四由旬。佛坐其上证菩提道。道树四边有多罗树及苏漫那树周遍行列。微风吹动出和雅音，世间音乐所不能及。”
- “彼刹人伦无有嫉妒。一切女人超诸女宝。”（"女宝"为转轮圣王玉女宝，为世间第一美女）
- “彼佛刹中女人衣服及庄严具，从树而生随意受用（衣服及各种庄严的器具从树上结出，人们随意取用）。彼国女人无女过失，无有此界诸女等心多嫉妒、两舌、恶口。又彼怀孕之时至于诞生，母子安适亦无秽污。”
- “彼佛土中无诸黑暗，虽有日月不现晖光，何以故？不动如来常有光明普照佛刹故。”（妙喜世界虽有日月却不见光芒，因为它们的光不及阿閦佛的光辉炽然）
- “不动如来随所行住，有千叶莲花自然承足，是华金色世无可喻。”
- “彼佛世尊若入村坊舍宅，其千叶华即随而现，若有善男子善女人作如是念，若如来降尊入此室者，足下莲花应聚一处，随其所念花则为聚。若复有人愿花住空，即如彼念在空中住。由彼如来威神力故。”（阿閦佛出行都有千叶金色莲花承托其足，如果有善男善女在屋内欲见阿閦佛，莲花就在屋内聚合浮空，佛即现身）
- “彼土众生随其所乐，有清净池应念而见，八功德水充满其中。饮漱洗沐皆适人意，有不乐者即便不见。”（八功德水随意念而显没）
- “无有市易商贾，亦无田业农作，常得快乐。舍利弗，彼佛刹中歌咏游戏，无有淫欲相应，彼诸人等唯受法乐。舍利弗，彼佛刹中所有苏漫那树，及多罗树，而为行列，微风吹动，出和雅音，假使天人音乐不如彼树。”（没有商贸、农业，人们歌詠遊戲，没有淫欲）
- “彼刹诸人随其业报感诸床座，皆七宝成严丽具足，其所偃息以兜罗绵枕。”
- “彼土众生所须饮食，如三十三天应念而至，无有便利秽恶不净。”
- “所生诸树常有华果，复有奇树时号劫波，上出名衣皆备五色，光花鲜洁异气芬芳，于一切时常无变易，譬如天花种种芬馥。彼衣香气亦复如是，诸服用者身所出香与衣无异。”
- “彼国所居宫殿楼阁，皆以七宝而严饰之。于其四边多诸池沼，八功德水受用随心。园观又多悉皆清净。诸众生辈多以法乐而居。”
- “彼佛刹中无三恶趣。何等为三？所谓地狱畜生剡魔王界。一切众生成就十善。”（无三恶道，人人修十善）
- “地平如掌而作金色，无有沟坑荆棘瓦砾，其地柔软如兜罗绵，足所履时其地即下，随举其足还复如初。”（地面是柔软、金色的，没有坑或棘砾等杂物）
- “彼佛刹中无三种病，云何为三？谓风黄痰所起之病。舍利弗，彼佛土中一切有情无虚妄语，亦无丑陋身无臭秽，于贪瞋痴皆悉微薄，亦无牢狱囚系众生。舍利弗，彼佛刹中无有外道异学之众。”（无病、无丑陋、无臭秽、无牢狱、无外道）
- “彼佛刹中，以金银琉璃三宝为阶，从阎浮提至忉利天。舍利弗，三十三天若欲乐见不动如来礼拜供养，彼诸天众从宝阶下至于佛所。时彼诸天见阎浮提人富盛具足，便生爱乐作如是言：我等诸天有天福报，彼阎浮提人有人福报，我今所见殊胜之福与我无异，然阎浮提复有胜福过于天者。谓不动如来演说正法，是故天众常乐人间。”（有金、银、瑠璃做成的阶梯连通人间与天界，天人来人间，羡慕人间有阿閦佛讲法与佛愿所成的庄严美景，因此常通过此阶梯来人间听法）[2]

## 往生法门
欲往生妙喜世界，有下列幾種方法：
- 唸诵不动如来名号
- 唸誦不動佛心咒
- 聽聞香象菩薩或妙香象菩薩等妙喜世界之菩薩名號
- 诵读大宝积经不动如来会
- 修不动如来愿行（頭陀行、六波羅蜜）
- 愿当来得见不动佛刹诸菩萨众，与众菩萨一同修学。愿见具大慈悲的、求菩提而出家的、舍离二乘心的、谛住於空的、念佛念法念僧的菩萨
- 愿当来得见与成就不动如来的光明而成大觉
- 愿当来得见与成就如不动佛刹声闻众。
- 愿当来得不动如来说法庄严功德力。[2]